# 以青春的名義
《以青春的名義》是一部2017年香港劇情片，由新晉導演譚惠貞執導、劉嘉玲首任監製，是香港「首部劇情電影計劃」第二屆的大專組得獎作品，香港電影發展局電影發展基金與創意香港資助，劉嘉玲、吳肇軒、謝君豪、董瑋和劉天蘭主演。

## 故事簡介
张子行（吴肇轩 饰）是一个平凡的中学生，成长在一个破碎的家庭之中。张子行的母亲很早就离开了他，留下张子行和拾荒的父亲过着相依为命的生活。这么多年来，父亲一直没有忘记母亲，借着酒精的麻痹沉浸在对过往的回忆之中，日渐堕落。一次偶然中，张子行在游泳池里救起了一个喝得烂醉险些淹死的女人，后来得知她的名字叫若美（刘嘉玲 饰）。第二天，张子行震惊的发现，若美竟然成为了自己班的代班主任。因为游泳池事件，若美和张子行走得很近，两人之间的关系日渐暧昧。张子行亦得知，若美有一个出轨的丈夫刘方信（谢君豪 饰），他伤透了若美的心。

## 角色介紹
- 劉嘉玲飾葉若美：

班主任。
- 吳肇軒飾張子行：

16歲少年，高中生。
- 謝君豪飾劉方信：

葉若美丈夫。
- 董瑋張福偉：

張子行父親。
- 余香凝飾李菁：

跳舞老師。
- 劉天蘭飾JOSE：

苡菁中學校長。

## 奬項及提名
| 年度   | 颁奖典礼             | 奖项       | 姓名           | 结果 |
| ------ | -------------------- | ---------- | -------------- | ---- |
| 2019年 | 第2屆最港電影大獎    | 最港男演員 | 吳肇軒         | 提名 |
| 2019年 | 第37屆香港電影金像獎 | 最佳剪接   | 張叔平、葉婉婷 | 提名 |

## 外部連結
- 香港影庫上《以青春的名義》的資料（繁體中文）
- 豆瓣电影上《以青春的名義》的資料 （简体中文）
- 时光网上《以青春的名義》的資料（简体中文）